# Orthotrichia banisbus
Orthotrichia banisbus is een schietmot uit de familie Hydroptilidae. De soort komt voor in het Australaziatisch gebied.